# Бинаку, Эгзон
Эгзон Бинаку (швед. Egzon Binaku; род. 27 августа 1995, Омоль, Эльвсборг) — албанский футболист, защитник клуба ГАИС. Выступал за сборную Албании.

## Клубная карьера
Бинаку — воспитанник клуба «Хеккен». 4 мая 2015 года в матче против «Хальмстада» он дебютировал в Аллсвенскан лиге. 21 мая в поединке против «Мальмё» Эзгон забил свой первый гол за «Хеккен». В 2016 году Бинаку помог клубу выиграть Кубок Швеции. Летом того же года Эзгон на правах аренды перешёл в «Юнгшиле». 22 августа в матче против «Эгрюте» он дебютировал в Суперэттан. После окончания аренды Бинаку вернулся в «Хеккен».

## Международная карьера
Швеция
В 2017 году в составе молодёжной сборной Швеции Бинаку принял участие в молодёжном чемпионате Европы в Польше. На турнире он сыграл в матче против команды Словакии.
Албания
21 мая 2018 года получил вызов в национальную сборную Албании для участия в товарищеских матчах против Косово и Украины.

### Матчи за сборную
| № | Дата             | Оппонент  | Счёт | Голы | Пасы | Минуты | Соревнование      |
| - | ---------------- | --------- | ---- | ---- | ---- | ------ | ----------------- |
| 1 | 7 сентября 2018  | Израиль   | 1:0  | —    | —    | 90'    | Лига наций        |
| 2 | 10 сентября 2018 | Шотландия | 0:2  | —    | —    | 90'    | Лига наций        |
| 3 | 10 октября 2018  | Иордания  | 0:0  | —    | —    | 61'    | Товарищеский матч |
| 4 | 14 октября 2018  | Израиль   | 0:2  | —    | —    | 90'    | Лига наций        |

Итого: сыграно матчей: 4 / забито голов: 0; победы: 1, ничьи: 1, поражения: 2.

## Достижения
Командные
 «Хеккен»
- Обладатель Кубка Швеции: 2015/16